# Palacio de Doriga
El palacio de Doriga, ubicado en la población de Doriga en el concejo de Salas (Asturias, España), constituye una interesante muestra de edificación señorial con carácter mitad defensivo, mitad residencial. El núcleo originario es una torre medieval cuadrada, construida en el siglo XIV, que forma parte del actual palacio. En el siglo XV se le añade un cuerpo cúbico adosado; sin embargo será la actividad constructiva de los primeros años del siglo XVI, centrada en los palacios, la que configure su aspecto actual.

## Arquitectura
En el año 1600 se construyen las columnas del piso bajo del patio, según la inscripción que se conserva en una de ellas, y se abre la puerta de entrada al patio. El palacio se estructura alrededor de este patio, de planta ligeramente rectangular, con doce columnas de piedra de fuste liso (que sustituyen a las anteriores de madera); sobre los capiteles, zapatas de madera con roleos tallados sostienen el entablamento del corredor abierto del piso principal. El antepecho está formado por balaústres torneados de madera con una hilera de canecillos bajo el rodapié. En el frente de la fachada principal hay un segundo corredor abierto, de menor altura y con las mismas características decorativas.
La fachada principal está formada por tres cuerpos: en un extremo la torre con cuatro alturas y rematada con almenas, y dos cuerpos de tres alturas cuyos vanos se distribuyen simétricamente. La puerta de entrada se sitúa a la derecha; está formada por un arco de medio punto con dovelas lisas y con el escudo sobre la clave, todo ello enmarcado por una moldura formando una chambrana. Destaca una pequeña ventana cuadrada sobre la puerta, enmarcada también por una chambrana, repitiendo el mismo motivo decorativo.

## Entorno
Está rodeado de un parque, cerrado por un muro almenado con una portada y flanqueado por dos cuerpos semicirculares, con una saetera en el centro de cada uno.